# Play It for the Girls
„Play It for the Girls” – drugi singel szwedzkiego wokalisty Danny’ego z jego debiutanckiej płyty Heart. Beats.

## Lista utworów
1. „Play It for the Girls (Radio Version)”
2. „Play It for the Girls (Remix Version)”
3. „Get Down to the Party"